# بمكين
بمكين هي قرية لبنانية من قرى قضاء عاليه في محافظة جبل لبنان.
ترتفع بمكين 700 متر عن سطح البحر, و يحدها بلدات القماطية, سوق الغرب, عين الرمانة (عاليه).